# 9705 Drummen
9705 Drummen è un asteroide della fascia principale. Scoperto nel 1977, presenta un'orbita caratterizzata da un semiasse maggiore pari a 3,0473123 UA e da un'eccentricità di 0,1313925, inclinata di 10,73915° rispetto all'eclittica.